# Maurice John Dingman
Maurice John Dingman (* 20. Januar 1914 in West Point, Iowa, USA; † 1. Februar 1992) war Bischof von Des Moines.

## Leben
Maurice John Dingman empfing am 8. Dezember 1939 das Sakrament der Priesterweihe.
Am 2. April 1968 ernannte ihn Papst Paul VI. zum Bischof von Des Moines. Der Apostolische Delegat in den Vereinigten Staaten, Erzbischof Luigi Raimondi, spendete ihm am 19. Juni desselben Jahres die Bischofsweihe; Mitkonsekratoren waren der emeritierte Bischof von Davenport, Ralph Leo Hayes, und der Bischof von Davenport, Gerald Francis O’Keefe. Die Amtseinführung erfolgte am 7. Juli 1968.
Am 14. Oktober 1986 trat Maurice John Dingman als Bischof von Des Moines zurück.